# Église Saint-Barthélémy de Vaugines
Pour les articles homonymes, voir Église Saint-Barthélémy.
L'église Saint-Barthélémy ou église Saint-Pierre, Saint-Barthélémy est l'église paroissiale de Vaugines, dans le département de Vaucluse.

## Localisation
Le territoire de Vaugines, Vallis Jovina, est situé au sud du Luberon, au débouché d'anciens itinéraires permettant de franchir ce massif, en bordure du ruisseau de Laval.

## Historique
Le territoire apparaît dans l'histoire en 1004, quand Amic et Lambert de Reillane-Vence, fils d'Annon donne à l'abbaye de Psalmody tout le territoire de la Vallis Amata, soit la moitié nord du territoire actuel de la commune de Vaugines pour fonder un petit établissement religieux. Un document de 1099 atteste l'existence de cet établissement
L'église a dû être construite au milieu du XIe siècle. Au XIIe siècle, une annexe est ajoutée au sud de l'église, près de l'absidiole sud, ouverte sur la troisième travée de la nef.
Le village est fondé au début du XIIIe siècle. La nef de l'église priorale est reconstruite au XIIIe siècle. Elle devient l'église paroissiale du village placée sous le vocable de saint Pierre.
Entre 1350 et 1450, les guerres et le brigandage ravagent la région, faisant partir les habitants. Le village et l'église sont abandonnés au XVe siècle. Le village est réoccupé en 1478. La priorale est de nouveau utilisée comme église paroissiale à la fin du XVe siècle. Elle est placée sous le vocable de saint Barthélémy.
L'accroissement de la population au XVIIe siècle nécessite l'agrandissement de l'église. Deux chapelles sont ajoutées au sud des travées 1 et 2, à l'ouest de l'annexe construite au XIIe siècle. Elles sont dédiées à sainte Anne et saint Sébastien. À la fin du XVIIe siècle, une chapelle à croisée d'ogives est construite au nord de la troisième travée. Dans le courant du XVIIIe siècle deux chapelles sont ajoutées au nord des travées 1 et 2.
En 1783, on construit un clocher-tour au-dessus de l'abside centrale (l'église devait déjà avoir un clocher car une des deux cloches porte la date de 1614).
La construction de la sacristie à l'époque moderne contre le mur est de l'église et au nord de l'abside centrale a entraîné la démolition de l'absidiole nord.
Cette église est celle des films Jean de Florette et Manon des sources, de Claude Berri d'après Marcel Pagnol, qui y furent tournés en partie, avec notamment la fameuse « scène du banc », sur lequel le « papet » apprend de la vieille Delphine la terrible révélation.

## Protection
L'église et l'ancien cimetière attenant et son enclos ont été classées au titre des monuments historiques le 20 janvier 2000.

## Description
De l'église d'origine élevée par les bénédictins, il ne reste que le chœur, c'est-à-dire la totalité de l'élévation du mur oriental contre lequel a été construit les trois absides, mais dont l'absidiole nord a disparu, probablement quand a été construite la sacristie. Les restes de cette église primitive, en particulier le chaînage, peuvent être rapprochés de l'église de Sarrians, du prieuré Saint-Symphorien de Buoux et du clocher-tour de Ganagobie qui peuvent être datés de la décennie 1030. En l'absence de fouilles, il est difficile d'affirmer quel devait être le plan de l'église primitive. Des détails d'appareillage, la faible épaisseur du mur oriental, la même largeur des murs oriental et occidental, fait penser que le plan de la nef devait être celui d'une église à plan basilical avec une nef flanquée de collatéraux couvert d'une toiture sur charpente. 
L'abside centrale de plan semi-circulaire est inscrite dans un massif rectangulaire. Elle est légèrement outrepassée et voûtée en cul-de-four. La baie centrale, en plein cintre, est ébrasée vers l'intérieur. L'absidiole sud est de plan semi-circulaire intérieurement et extérieurement avec une baie axiale très soigneusement appareillée. L'absidiole nord qui lui était symétrique a disparu. Ce plan a été retrouvé dans les fouilles faites à l'abbaye de Psalmody montrant que cette église avait une nef unique, transept et trois absides. Ce type de plan se retrouve dans plusieurs églises de la région construites au XIe siècle.
Au début du XIIe siècle a été construite au sud de la troisième travée de la nef une salle rectangulaire de 5,40 m par 3,40 m à l'intérieur, voûtée en plein cintre, ouverte sur la nef et comportant à l'ouest une porte appareillée en plein cintre et une embrasure à l'est. Cette salle pourrait être la seule pièce conventuelle conservée.
La nef a été reconstruite au XIIIe siècle. On a construit une nef de trois travées, voûtée, plus large que celle d'origine qui a aveuglé les absidioles. La voûte est en berceau brisé maintenue par des doubleaux à double ressaut s'appuyant sur des murs gouttereaux épais, confortés extérieurement.
L'église a été agrandie aux XVIIe et XVIIIe siècles par la création de chapelles donnant sur la nef par des percements dans les murs gouttereaux.

## Mobilier
Une copie de l'autel tabulaire en marbre blanc avait été placé dans l'avant-chœur de l'église. L'original a été trouvé dans une maison en ruines du village. Il est daté du VIe – VIIIe siècle. Il est conservé au Musée Calvet.

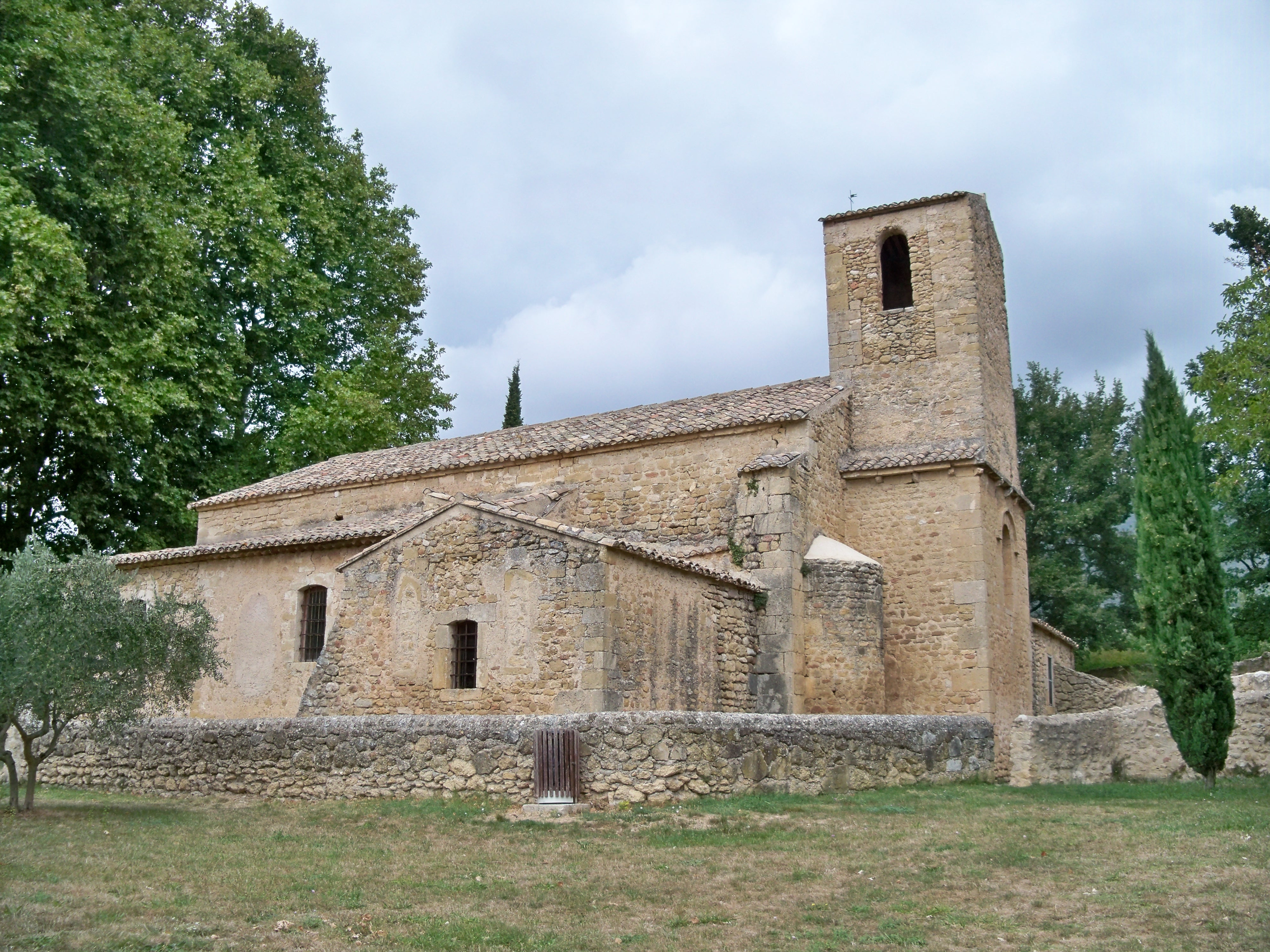
L'église côté sud avec la salle annexe sud, l'absidiole sud, l'abside rectangulaire surmontée du clocher-tour construit en 1783.
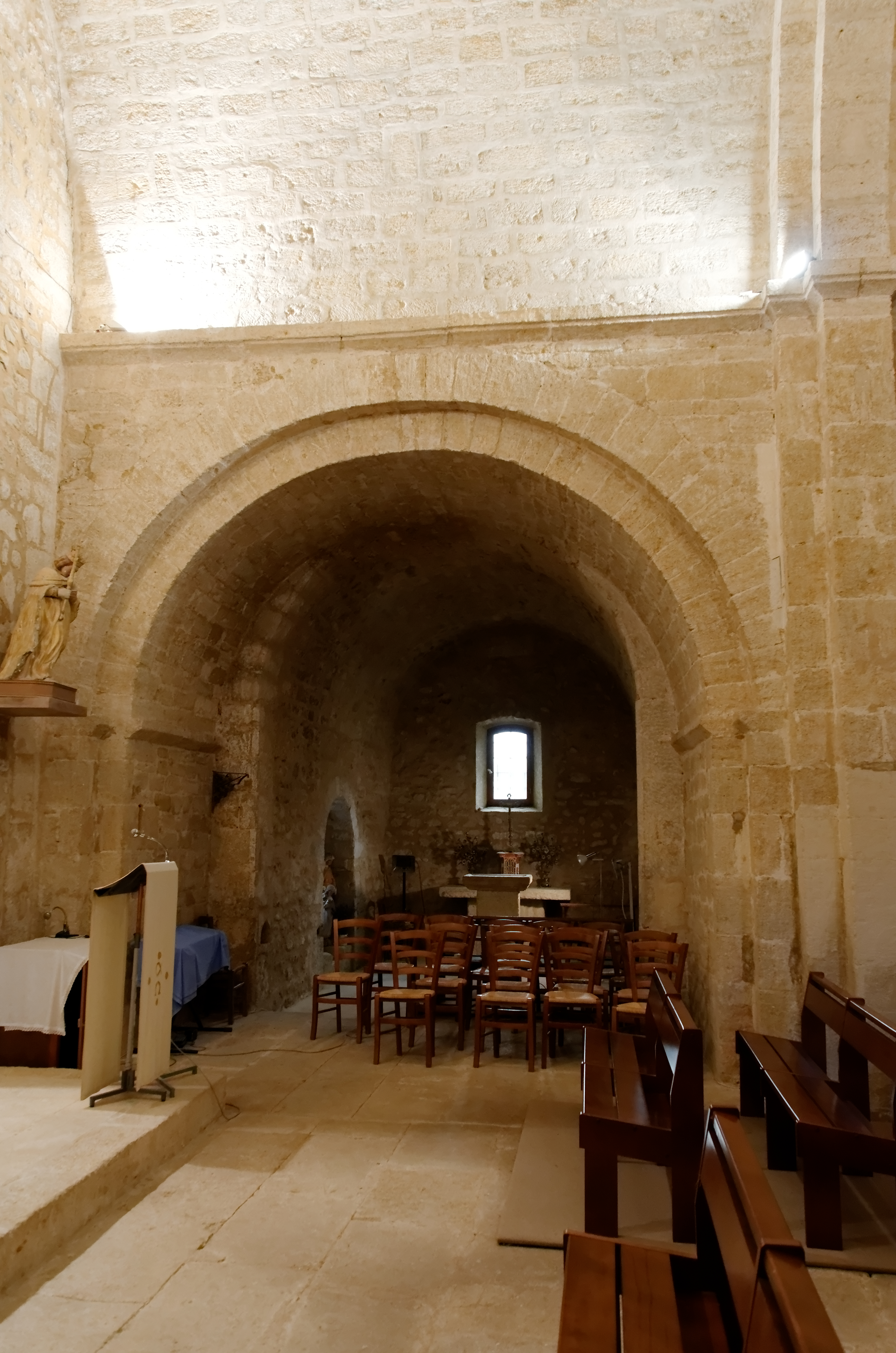
Salle annexe sud du début du XIIe siècle.
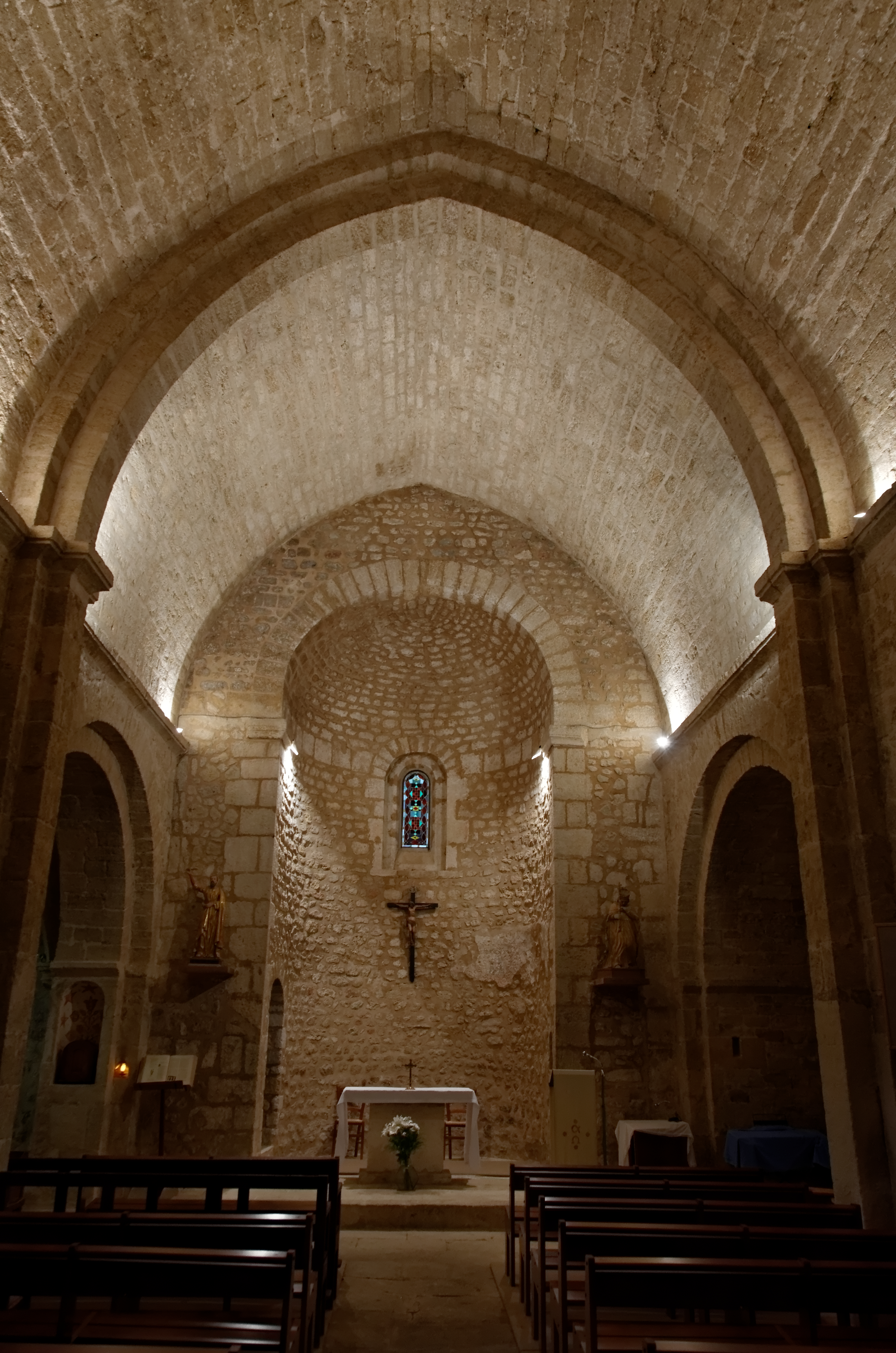
Nef de l'église en berceau brisé avec doubleau à double ressaut, abside centrale.
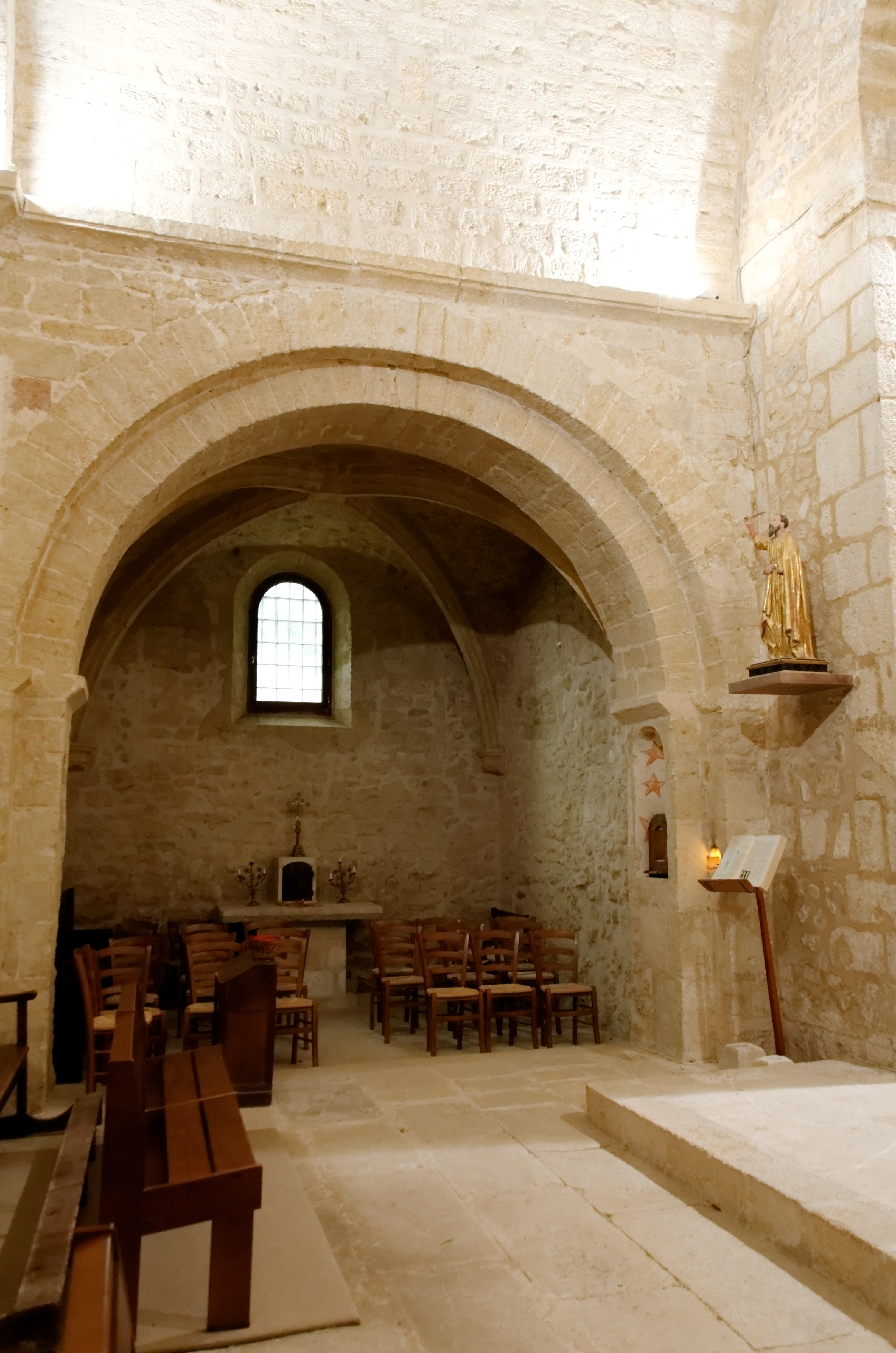
Chapelle nord construite au XVIIe siècle avec voûte en croisée d'ogives.
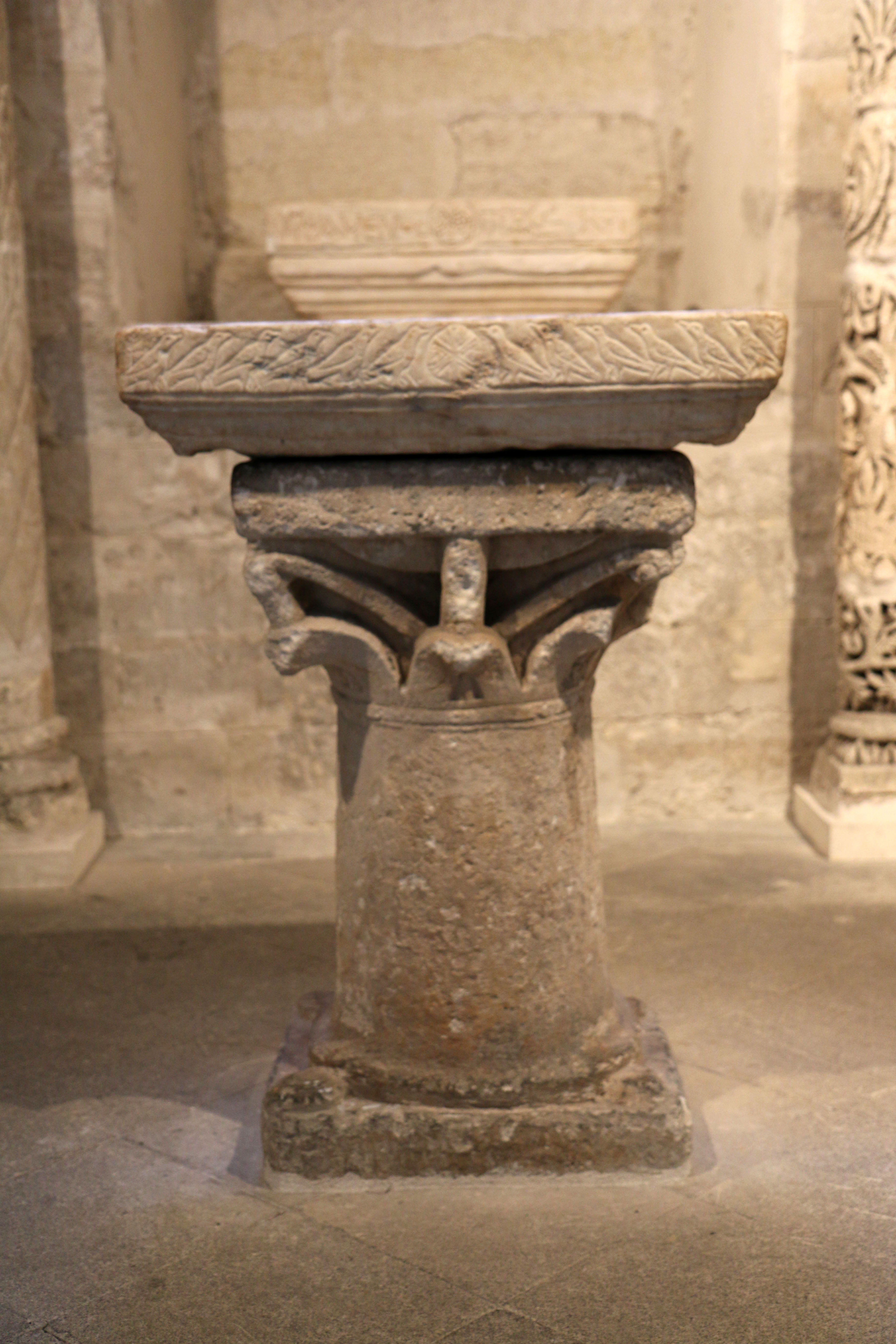
Musée lapidaire : Autel de Vaugines.

### Liens extérieurs
- Ressources relatives à la religion :   - Clochers de France
  - Observatoire du patrimoine religieux
- Ressource relative à l'architecture :   - Mérimée
- Vaugines : Histoire de Vaugines